# Sauropleura
 (janvier 2018).
Si vous disposez d'ouvrages ou d'articles de référence ou si vous connaissez des sites web de qualité traitant du thème abordé ici, merci de compléter l'article en donnant les références utiles à sa vérifiabilité et en les liant à la section « Notes et références ».
Genre
Espèces de rang inférieur
- † Sauropleura bairdi
- † Sauropleura longicaudata
- † Sauropleura pectinata
- † Sauropleura scalaris

Sauropleura est un genre éteint d’amphibiens lépospondyles de la famille des Urocordylidae. 
Les fossiles sont connus dans le Carbonière supérieur et le Permien inférieur des États-Unis (Texas, Ohio) et de l'Europe (République tchèque) ; en France, il a été reconnu dans le bassin de Montceau-Les-Mines.